# Tobias Stephan
Tobias Stephan (* 21. Januar 1984 in Zürich) ist ein ehemaliger Schweizer Eishockeytorwart, der im Verlauf seiner aktiven Karriere unter anderem für die Dallas Stars aus der National Hockey League (NHL) gespielt hat.

## Karriere

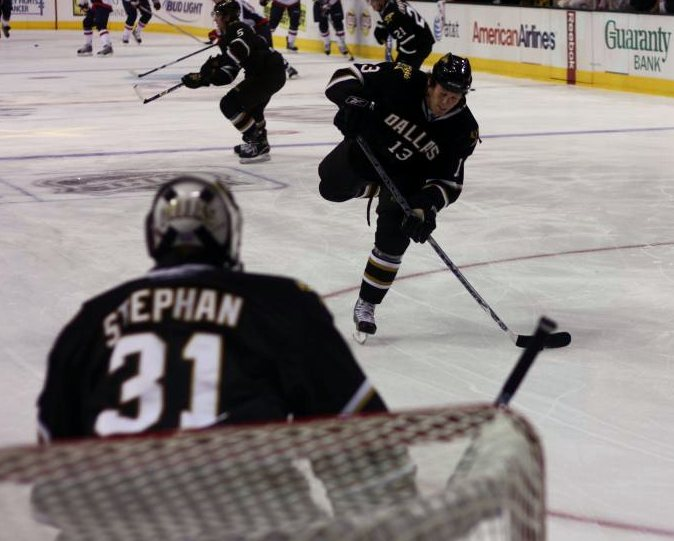
Tobias Stephan im Trikot der Dallas Stars

Stephan wurde im NHL Entry Draft 2002 an 34. Stelle im zweiten Durchgang von den Dallas Stars gezogen. Bis zur Spielzeit 2005/06 spielte Tobias Stephan in der Schweizer Nationalliga A bei den Kloten Flyers, bei denen er auch schon in der Junioren-Liga spielte. 2005/06 absolvierte er inklusive Play-offs 55 Spiele für die Flyers und war damit die unangefochtener Stammtorhüter. Er konnte fünf Shutouts verbuchen und hatte einen Gegentorschnitt von 2,79. Stephan verzeichnete außerdem drei Assists für sich. Seine Zeit in Kloten wurde von einer Spielzeit (2001/02) beim EHC Chur unterbrochen.
In der Vorbereitung zur Saison 2006/07 weilte Stephan im Trainingslager der Dallas Stars. Nachdem diese den Vertrag ihres Ersatztorhüters Johan Hedberg nicht verlängert hatten (wechselte nach Atlanta), konkurrierte Stephan mit Mike Smith um die Rolle als zweiter Torwart hinter Marty Turco. Allerdings setzte sich Smith durch, so dass Tobias Stephan in das Farmteam der Stars, den Iowa Stars, in die American Hockey League geschickt wurde. Dort teilte er sich die Torhüterposition mit Steve Silverthorn. Am 13. Oktober 2007 gab Stephan sein NHL-Debüt mit den Dallas Stars. Stephan besaß einen Zweijahresvertrag bei den Dallas Stars und war nach dem Abgang von Mike Smith in der Saison 2008/09 zweiter Torhüter der Dallas Stars.
Zur Saison 2009/10 kehrte Stephan in die Schweiz zurück und erhielt einen Vertrag beim Genève-Servette HC, für den er bis 2014 als Stammtorwart aktiv war. 2010 wurde er mit den Genfern Schweizer Vizemeister. Im Oktober 2013 unterschrieb Stephan einen Vertrag über drei Jahre Laufzeit beim EV Zug, gültig ab der Saison 2014/15. Mit den Zentralschweizern erreichte er zweimal die Finalserie, der Titelgewinn gelang allerdings nie. Aufgrund Zugs Verpflichtung von Leonardo Genoni vom SC Bern wurde Stephans Vertrag für die Saison 2019/20 nicht mehr verlängert, worauf er in die Westschweiz zum Lausanne HC wechselte. Nach der Saison 2022/23 beendete er seine aktive Karriere.

### International
Tobias Stephan vertrat die Schweiz im Juniorenbereich bei den U18-Junioren-Weltmeisterschaften 2001 und 2002 sowie den U20-Junioren-Weltmeisterschaften 2002 und 2003. Im Seniorenbereich stand er im Aufgebot seines Landes bei den A-Weltmeisterschaften 2003, 2010, 2011 und 2012. 2013 war Stephan ebenfalls im Kader der Nationalmannschaft und gewann dabei die Silbermedaille. Er absolvierte allerdings kein Spiel.

## Erfolge und Auszeichnungen
- 2002 Rookie des Jahres der Nationalliga A
- 2010 NLA Torwart des Jahres
- 2019 Swiss Ice Hockey Cup Winner

### International
- 2001 Silbermedaille bei der U18-Junioren-Weltmeisterschaft
- 2001 Bester Torhüter der U18-Junioren-Weltmeisterschaft
- 2001 All-Star-Team der U18-Junioren-Weltmeisterschaft
- 2013 Silbermedaille bei der Weltmeisterschaft

## Karrierestatistik
| 2001/02    | EHC Chur                | NLA        | 23  | 76  | 0  | 3,3 | –  | –  | – | –   |
| 2002/03    | Kloten Flyers           | NLA        | 44  | 123 | 2  | 2,8 | –  | –  | – | –   |
| 2003/04    | Kloten Flyers           | NLA        | 26  | 60  | 5  | 2,3 | –  | –  | – | –   |
| 2004/05    | Kloten Flyers           | NLA        | 44  | 121 | 4  | 2,8 | –  | –  | – | –   |
| 2005/06    | Kloten Flyers           | NLA        | 44  | 125 | 5  | 2,8 | 11 | 34 | 0 | 2,9 |
| 2006/07    | Iowa Stars              | AHL        | 27  | 67  | 1  | 2,9 | 2  | 3  | 0 | 3,5 |
| 2007/08    | Dallas Stars            | NHL        | 1   | 2   | 0  | 2   | –  | –  | – | –   |
| 2007/08    | Iowa Stars              | AHL        | 60  | 147 | 6  | 2,7 | –  | –  | – | –   |
| 2008/09    | Dallas Stars            | NHL        | 10  | 27  | 0  | 3,7 | –  | –  | – | –   |
| 2008/09    | Bridgeport Sound Tigers | AHL        | 5   | 10  | 0  | 1,9 | –  | –  | – | –   |
| 2009/10    | Genève-Servette HC      | NLA        | 50  | 113 | 3  | 2,2 | 20 | 62 | 0 | 2,1 |
| 2010/11    | Genève-Servette HC      | NLA        | 50  | 115 | 3  | 2,3 | 6  | 24 | 0 | 3,3 |
| 2011/12    | Genève-Servette HC      | NLA        | 50  | 111 | 6  | 2,2 | –  | –  | – | –   |
| 2012/13    | Genève-Servette HC      | NLA        | 50  | 133 | 5  | 2,7 | 7  | 20 | 0 | 2,7 |
| NLA gesamt | NLA gesamt              | NLA gesamt | 381 | 977 | 33 | 2,5 | 44 | 60 | 0 | 2,8 |
| AHL gesamt | AHL gesamt              | AHL gesamt | 92  | 224 | 7  | 2,5 | 2  | 3  | 0 | 3,5 |
| NHL gesamt | NHL gesamt              | NHL gesamt | 11  | 29  | 0  | 2,9 | –  | –  | – | –   |

### International
Vertrat Schweiz bei:
| - U18-Junioren-Weltmeisterschaft 2001 - U20-Junioren-Weltmeisterschaft 2002 - U18-Junioren-Weltmeisterschaft 2002 - U20-Junioren-Weltmeisterschaft 2003 | - Weltmeisterschaft 2010 - Weltmeisterschaft 2011 - Weltmeisterschaft 2012 |

| Jahr            | Team            | Veranstaltung   |    | GP | GA | SO  | GAA |
| --------------- | --------------- | --------------- | -- | -- | -- | --- | --- |
| 2001            | Schweiz         | U18-WM          | 6  | 16 | 0  | 2,7 |     |
| 2002            | Schweiz         | U20-WM          | 6  | 20 | 1  | 3,4 |     |
| 2002            | Schweiz         | U18-WM          | 8  | 20 | 2  | 2,7 |     |
| 2003            | Schweiz         | U20-WM          | 4  | 14 | 0  | 3,5 |     |
| 2010            | Schweiz         | WM              | 2  | 6  | 0  | 3,0 |     |
| 2011            | Schweiz         | WM              | 4  | 7  | 1  | 1,7 |     |
| 2012            | Schweiz         | WM              | 3  | 9  | 0  | 3,0 |     |
| Junioren gesamt | Junioren gesamt | Junioren gesamt | 24 | 70 | 3  | 3,1 |     |
| Herren gesamt   | Herren gesamt   | Herren gesamt   | 6  | 13 | 1  | 2,4 |     |

(Legende zur Torhüterstatistik: GP oder Sp = Spiele insgesamt; W oder S = Siege; L oder N = Niederlagen; T oder U oder OT = Unentschieden oder Overtime- bzw. Shootout-Niederlage; Min. = Minuten; SOG oder SaT = Schüsse aufs Tor; GA oder GT = Gegentore; SO = Shutouts; GAA oder GTS = Gegentorschnitt; Sv% oder SVS% = Fangquote; EN = Empty Net Goal; 1 Play-downs/Relegation; Kursiv: Statistik nicht vollständig)